# Karim Soltani
Karim Soltani (Brest, 29 augustus 1984) is een voormalig Frans voetballer van Algerijnse afkomst die doorgaans als aanvaller speelde. Hij beëindigde zijn carrière, nadat in 2018 zijn contract ontbonden werd bij het Griekse PAS Giannina.
Hij begon zijn carrière bij Brest, waar hij gescout werd door Le Havre AC. Daar doorliep hij een aantal jaren de jeugdopleiding en haalde het tweede elftal.
Hij mocht transfervrij vertrekken bij en via zijn zaakwaarnemer kwam hij terecht bij VVV-Venlo. In zijn eerste seizoen speelde hij mede door blessures 19 wedstrijden waarin hij 3 keer scoorde. In het seizoen 2006/2007 maakte hij zijn faam waar en veroverde zijn basisplaats terug. Soltani, die in eerste instantie aangaf terug naar Frankrijk te willen, heeft na de degradatie van VVV besloten om een andere club in Nederland te zoeken. In het seizoen 2008/09 komt hij derhalve uit voor ADO Den Haag. In het seizoen 2010/11 kwam Soltani uit voor het Griekse Iraklis. In 2011 stapte hij over naar stadgenoot Aris. In 2012 stapte Soltani over naar het Algerijnse ES Sétif. Hier speelde hij een halfjaar. Soltani keerde terug in Griekenland en ging bij Skoda Xanthi spelen. Hier verbleef Soltani viereneenhalf jaar, voordat de naam veranderde in AO Xanthi. Eind 2017 vertrok Soltani naar PAS Giannina. Een jaar later werd zijn contract ontbonden. Sindsdien is Soltani clubloos.

## Statistieken
| Seizoen         | Club            | Competitie      | Competitie | Competitie | Beker | Beker | Playoff | Playoff | Totaal | Totaal |
| Seizoen         | Club            | Competitie      | Wed.       | Dlp.       | Wed.  | Dlp.  | Wed.    | Dlp.    | Wed.   | Dlp.   |
| --------------- | --------------- | --------------- | ---------- | ---------- | ----- | ----- | ------- | ------- | ------ | ------ |
| 2004/05         | Le Havre AC     | Ligue 2         | 0          | 0          | 0     | 0     | —       | —       | 0      | 0      |
| 2005/06         | VVV-Venlo       | Eerste divisie  | 19         | 3          | 1     | 0     | 2       | 1       | 22     | 4      |
| 2006/07         | VVV-Venlo       | Eerste divisie  | 30         | 7          | 1     | 0     | 6       | 2       | 37     | 9      |
| 2007/08         | VVV-Venlo       | Eredivisie      | 28         | 3          | 1     | 0     | 3       | 0       | 32     | 3      |
| 2008/09         | ADO Den Haag    | Eredivisie      | 27         | 6          | 3     | 1     | —       | —       | 30     | 7      |
| 2009/10         | ADO Den Haag    | Eredivisie      | 29         | 4          | 1     | 0     | —       | —       | 30     | 4      |
| 2010/11         | Iraklis FC      | Super League    | 23         | 4          | 2     | 0     | —       | —       | 25     | 4      |
| 2011/12         | Aris FC         | Super League    | 15         | 0          | 1     | 1     | —       | —       | 16     | 1      |
| 2012/13         | ES Sétif        | Ligue 1 Pro     | 7          | 1          | 0     | 0     | 0       | 0       | 7      | 1      |
| 2012/13         | Xanthi FC       | Super League    | 11         | 1          | 1     | 0     | —       | —       | 12     | 1      |
| 2013/14         | Xanthi FC       | Super League    | 29         | 7          | 2     | 0     | 2       | 0       | 33     | 7      |
| 2014/15         | Xanthi FC       | Super League    | 28         | 6          | 10    | 4     | —       | —       | 38     | 10     |
| 2015/16         | Xanthi FC       | Super League    | 24         | 5          | 2     | 0     | —       | —       | 26     | 5      |
| 2016/17         | Xanthi FC       | Super League    | 20         | 2          | 5     | 0     | —       | —       | 25     | 2      |
| 2017/18         | PAS Giannina    | Super League    | 15         | 1          | 5     | 1     | —       | —       | 20     | 2      |
| Carrière totaal | Carrière totaal | Carrière totaal | 305        | 50         | 35    | 7     | 13      | 3       | 353    | 60     |